# یوکی ماتسوشیتا (بازیگر)
یوکی ماتسوشیتا (انگلیسی: Yuki Matsushita؛ زادهٔ ۹ ژوئیهٔ ۱۹۶۸) بازیگر اهل ژاپن است.
همچنین برندهٔ جوایزی همچون جایزه آکادمی فیلم ژاپن شده‌است.